# 郡司琢哉
郡司 琢哉（ぐんし たくや、1976年11月10日 - ）は、テレビ熊本のアナウンサー。

## 来歴・人物
熊本県熊本市出身、既婚。熊本県立済々黌高等学校を経て、福岡教育大学卒業後2000年にTKU入社。
気象予報士の資格を生かし、「TKUスーパーニュースぴゅあピュア」の天気コーナー「ぴゅあピュア気象台」を担当していた。
2009年8月17日から8月21日まで1週間、フジテレビ系列の昼ニュース「FNNスピーク」のキャスターを、夏休み中の奥寺健（フジテレビアナウンサー）に代わって担当。

## 担当番組

### 現在
- TKU Live News（メインキャスター）
- ぶらり熊本 おいしい旬を食べよう（毎月最終木曜22:54～23:00、ナレーション）
- スポーツ実況（バレーボール、サッカー、トライアスロンなど）

### 過去
- TKUスーパーニュース（第1期平日版天気担当、第2期平日版メインキャスター）
- TKUスーパーニュースぴゅあピュア（2002年4月から2003年3月まで天気担当、2008年9月29日放送よりメインキャスター、2009年3月30日放送より18時台メインキャスター）
- TKU みんなのニュース（月曜～金曜16:50～19:00、メインキャスター）
- TKUプライムニュース